# Letteratura russa

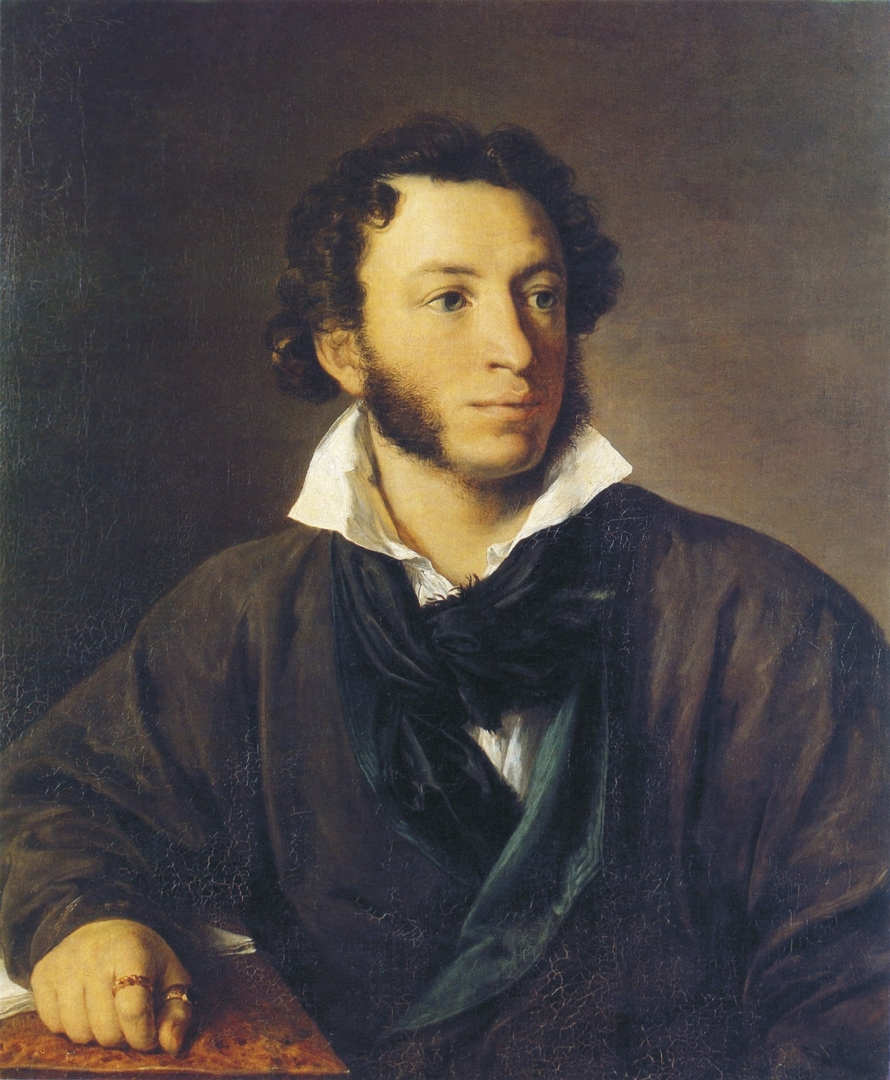
Aleksandr Sergeevič Puškin, padre della letteratura russa moderna

La letteratura russa è l'insieme delle opere scritte da autori di nazionalità russa o di lingua russa. Le radici della letteratura russa possono essere fatte risalire al Medioevo, quando furono composte epopee e cronache in antico slavo orientale. Nel periodo dell'Illuminismo, la letteratura aveva assunto un'importanza sempre maggiore e, a partire dagli anni Trenta del XIX secolo, la letteratura russa conobbe un'incredibile età dell'oro nella poesia, nella prosa e nel teatro. Il Romanticismo permise una fioritura di talenti poetici: vennero alla ribalta Vasilij Žukovskij e più tardi il suo pupillo Aleksandr Puškin. Anche la prosa era fiorente. Tra i poeti e romanzieri più conosciuti e importanti, si annoverano Michail Lermontov, Nikolaj Gogol', Ivan Turgenev, Fëdor Dostoevskij e Lev Tolstoj, noti a livello internazionale. Altre figure importanti del realismo russo furono Ivan Gončarov, Michail Saltykov-Ščedrin e Nikolaj Leskov. Nella seconda metà del secolo Anton Čechov si distinse nei racconti e divenne un importante drammaturgo. L'inizio del XX secolo è considerato l'età d'argento della poesia russa. I poeti più spesso associati alla cosiddetta età d'argento sono Konstantin Bal'mont, Valerij Brjusov, Aleksandr Blok, Anna Achmatova, Nikolaj Gumilëv, Sergej Esenin, Vladimir Majakovskij e Marina Cvetaeva. Quest'epoca produsse alcuni romanzieri e scrittori di racconti di prim'ordine, come Aleksandr Kuprin, il premio Nobel Ivan Bunin, Leonid Andreev, Fëdor Sologub, Evgenij Zamjatin, Aleksandr Beljaev, Andrej Belyj e Maksim Gor'kij.
Dopo la rivoluzione del 1917, la letteratura russa si divise tra gli autori rimasti in patria e i cosiddetti emigrati bianchi. Negli anni '30 il realismo socialista divenne la tendenza predominante in Russia, i cui principali esponenti e precursori furono, tra gli altri, Nikolaj Ostrovskij e Aleksandr Fadeev; il romanzo di Ostrovskij, Come fu temprato l'acciaio, è stata una delle opere più popolari della letteratura socialista realista russa. Alcuni scrittori, invece, come Michail Bulgakov, Andrei Platonov e Daniil Charms furono criticati e i loro scritti avevano poche possibilità di essere pubblicati. Vari scrittori emigrati, come i poeti Vladislav Chodasevič, Georgij Ivanov e Vjačeslav Ivanov; romanzieri come Gajto Gazdanov, Vladimir Nabokov e Bunin, continuarono a scrivere in esilio. Alcuni scrittori osarono opporsi all'ideologia sovietica, come il romanziere premio Nobel Aleksandr Solženicyn e Varlam Šalamov, che scrissero della vita nei gulag. La politica del disgelo, portata avanti da Chruščёv dal 1953, portò una ventata di freschezza nella letteratura e portò la poesia a diventare un fenomeno culturale di massa. Questo "disgelo" non durò a lungo dopo la destituzione di Chruščёv; negli anni Settanta, alcuni degli autori più importanti furono banditi dalla pubblicazione e perseguiti per i loro sentimenti antisovietici.
La fine del XX secolo fu un periodo difficile per la letteratura russa, con poche voci distinte. Tra gli autori più discussi di questo periodo vi furono Victor Pelevin, che guadagnò popolarità con racconti e romanzi, il romanziere e drammaturgo Vladimir Sorokin e il poeta Dmítrij Prígov. Nel XXI secolo è apparsa una nuova generazione di autori russi, che si differenzia notevolmente dalla prosa russa postmodernista della fine del XX secolo, che ha portato i critici a parlare di "nuovo realismo".
Gli autori russi hanno contribuito in modo significativo a numerosi generi letterari. La Russia ha avuto cinque vincitori del premio Nobel per la letteratura e, al 2011, figurava come la quarta nazione al mondo per quantità di libri pubblicati. Secondo un detto popolare, i russi sono «la nazione più lettrice del mondo».

## Letteratura russa antica

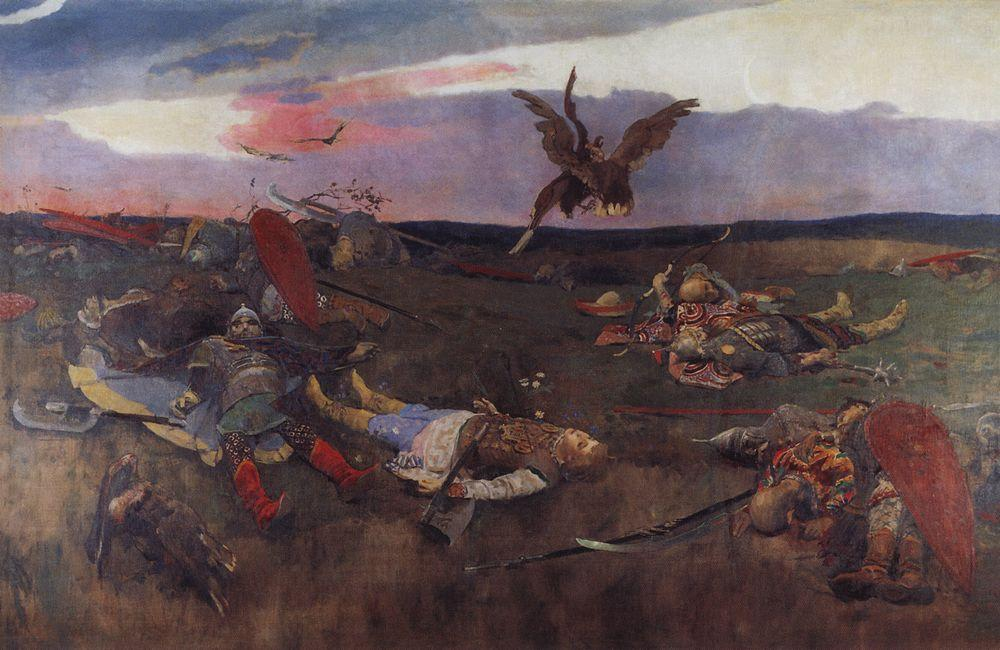
Dipinto di Viktor Vasnetsov raffigurante il campo di battaglia dopo la sconfitta delle truppe di Igor

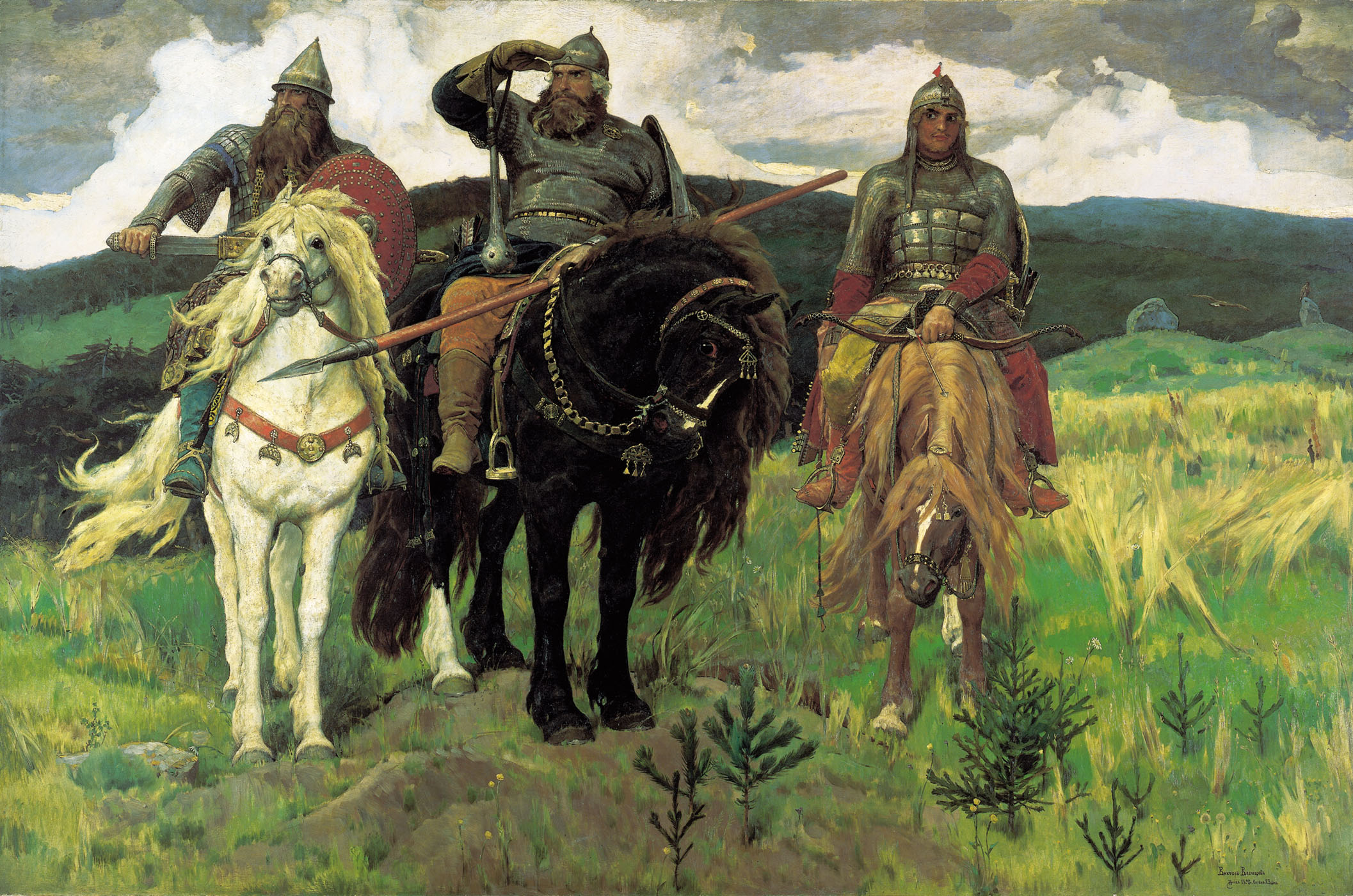
I Bogatyri (1898) di Viktor Vasnecov (Il'ja Muromec è la figura centrale)

La letteratura russa antica proviene principalmente dalla Rus' di Kiev ed è prevalentemente rappresentata dalla traduzione in paleoslavo di letteratura bizantina, soprattutto religiosa e generalmente anonima.
Si considera punto di partenza della letteratura russa il componimento Discorso sulla Legge e sulla Grazia, risalente all'XI secolo per opera di Ilarione di Kiev.
Il modello annalistico bizantino viene utilizzato per le poche opere scritte in russo antico che ci sono note:
- il racconto del Pellegrinaggio in Palestina del priore Daniil Palomnik (1107);
- la Cronaca degli anni passati, rielaborate dal monaco Nestoer nel 1113 con il titolo di Cronaca dei tempi passati, e successivamente da Silvestr';
- l'anonimo Canto della schiera di Igor' da cui Aleksandr Porfir'evič Borodin trasse il libretto della sua opera Il principe Igor', la più nota del periodo, il cui manoscritto fu pubblicato per la prima volta nel 1800.

Il racconto in lingua slava poggia sulla tradizione orale delle byliny, canti epici nel cui racconto si stratificarono, lungo i secoli, tradizioni pagane, memorie tribali e influenze della letteratura cristiana bizantina.Tali racconti sono generalmente suddivisi in due cicli: ciclo kieviano e ciclo novgorodiano. Questi racconti furono diffusi dai cantastorie in tutta l'area slava fin dall'XI secolo, e solo dall'inizio del XIX secolo cominciarono a circolare in forma scritta, divenendo poi oggetto di appassionati studi filologia.

## Letteratura russa moderna
La scrittura in russo moderno si afferma solo nel XVII secolo. Se ne considera punto di partenza l'autobiografia del pope Avvakum (moscovita, vescovo tradizionalista morto nel 1682, martire dei conflitti religiosi scatenati dalle riforme del patriarca di Mosca Nikon).
Sotto l'influenza di Pietro il grande il paese si occidentalizza. L'uso del russo è facilitato dalla riforma dell'alfabeto cirillico e questo consente l'accesso alla cultura ad un maggior numero di persone, che trova assai apprezzabile l'idea di utilizzare una lingua profana popolare per la letteratura.
La prima generazione letteraria russa compare all'inizio del XVIII secolo, ed è rappresentata da autori come Fëdor Aleksandrovič Emin, Antioch Dmitrievič Kantemir (1708-1744), Vasilij Kirillovič Tredjakovskij (1703-1768) e Michail Vasil'evič Lomonosov (1711-1765), poeta e scienziato, fondatore nel 1755 a Mosca della più grande e antica università russa.
Gavriil Romanovič Deržavin (1743-1816) per la poesia, Michail Dmitrievič Čulkov (1743-1793) per le fiabe, Aleksandr Petrovič Sumarokov (1717-1777) e Denis Ivanovič Fonvizin (1746-1792), per il teatro, sono coloro che inaugurano generi letterari fino ad allora inesistenti. Nikolaj Michajlovič Karamzin (1766-1826) e Aleksandr Nikolaevič Radiščev (1749-1802) sono i principali sentimentalisti russi. Il Classicismo, all'inizio del XIX secolo, è rappresentato da Ivan Andreevič Krylov (favole), da Aleksandr Sergeevič Griboedov (teatro), e da Vasilij Trofimovič Narežnyj (prosa).

### L'epoca d'oro. Il XIX secolo

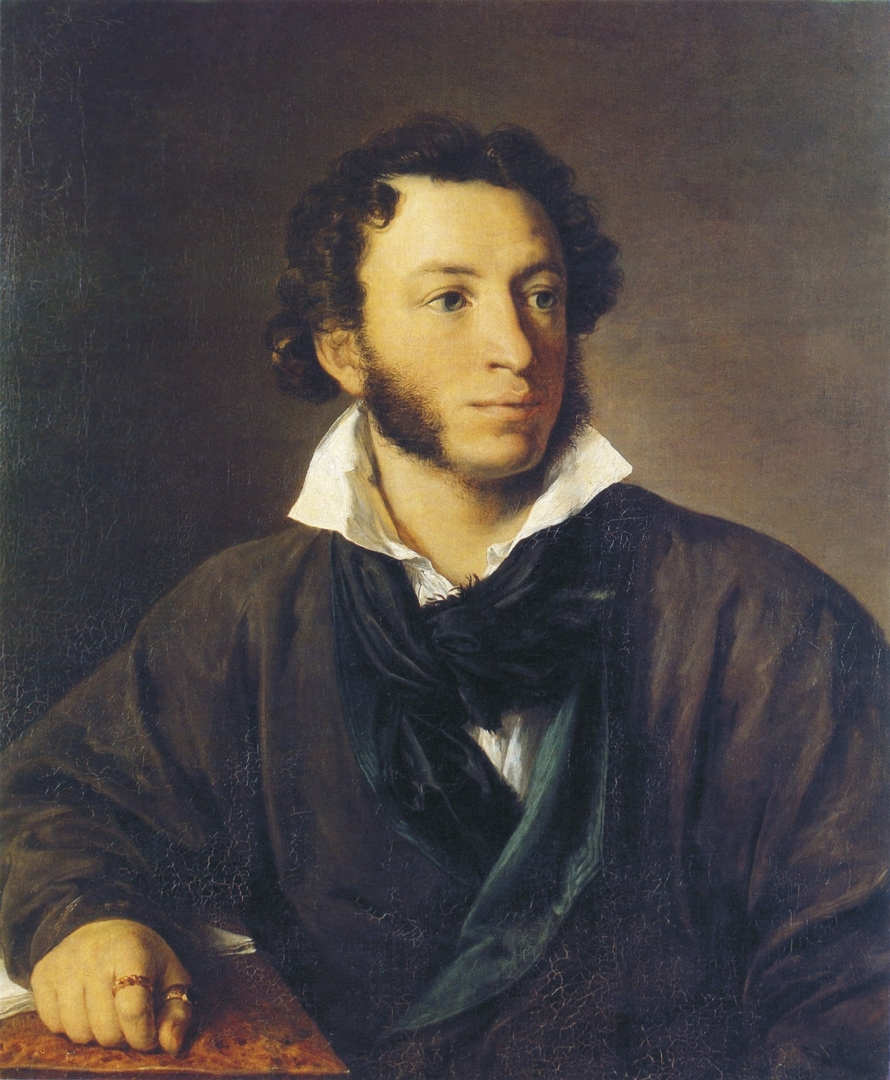
Aleksandr Puškin (1799-1837)

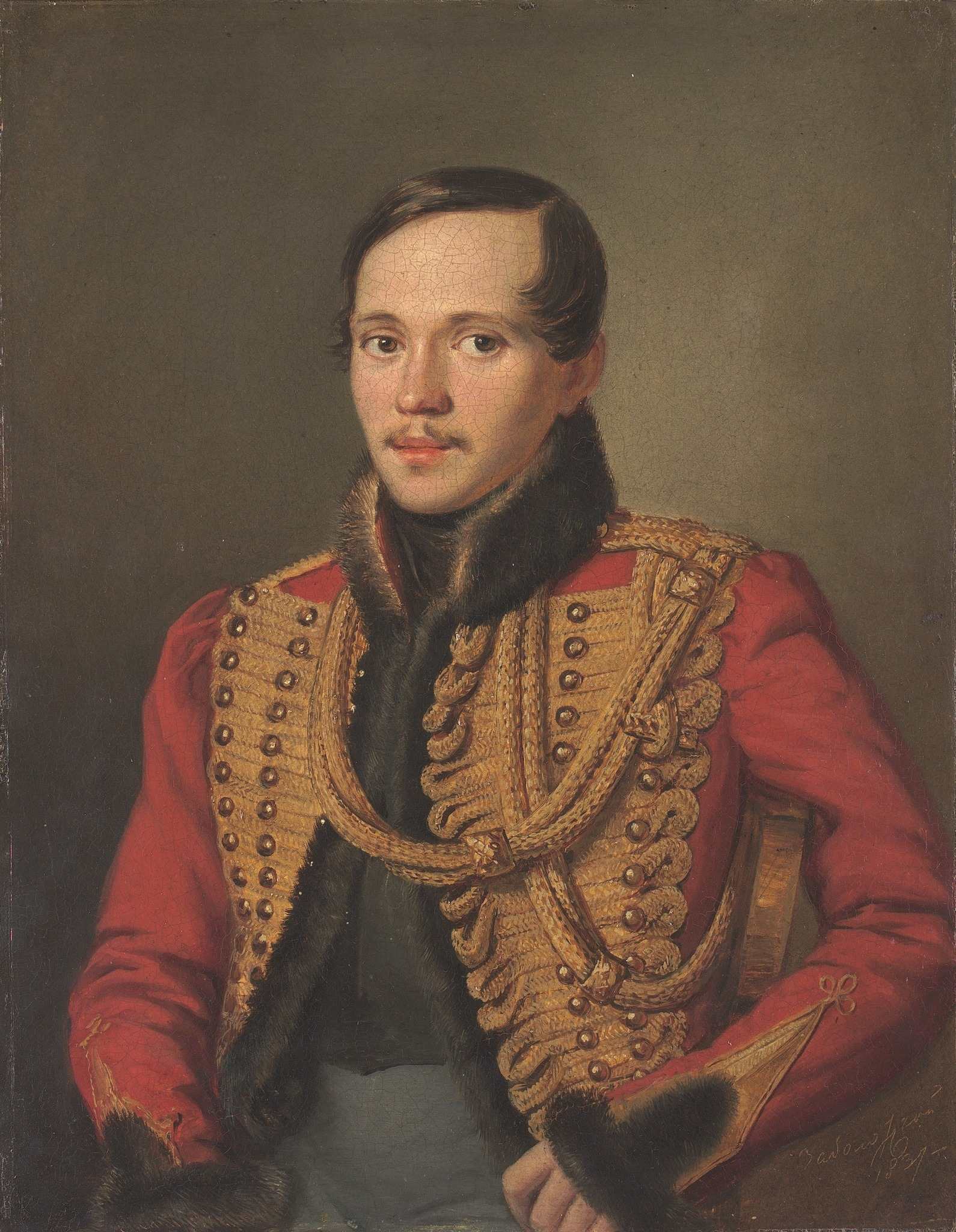
Michail Lermontov (1814-1841)

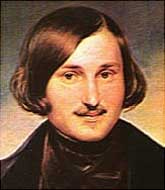
Nikolaj Gogol' (1809-1852)

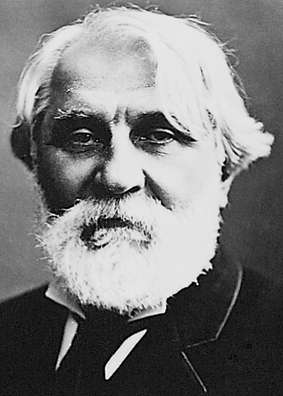
Ivan Turgenev (1818-1883)

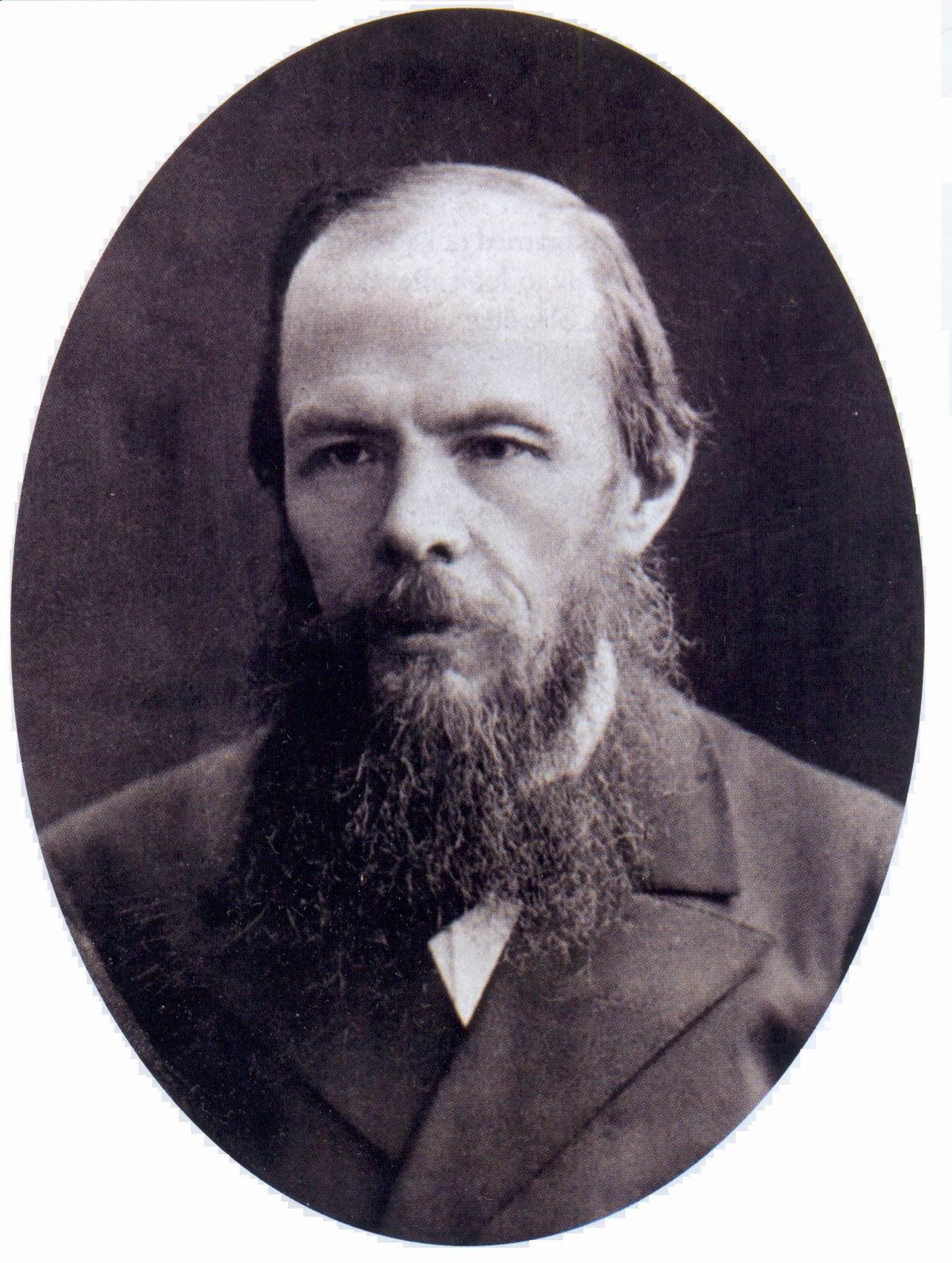
Fëdor Dostoevskij (1821-1881)

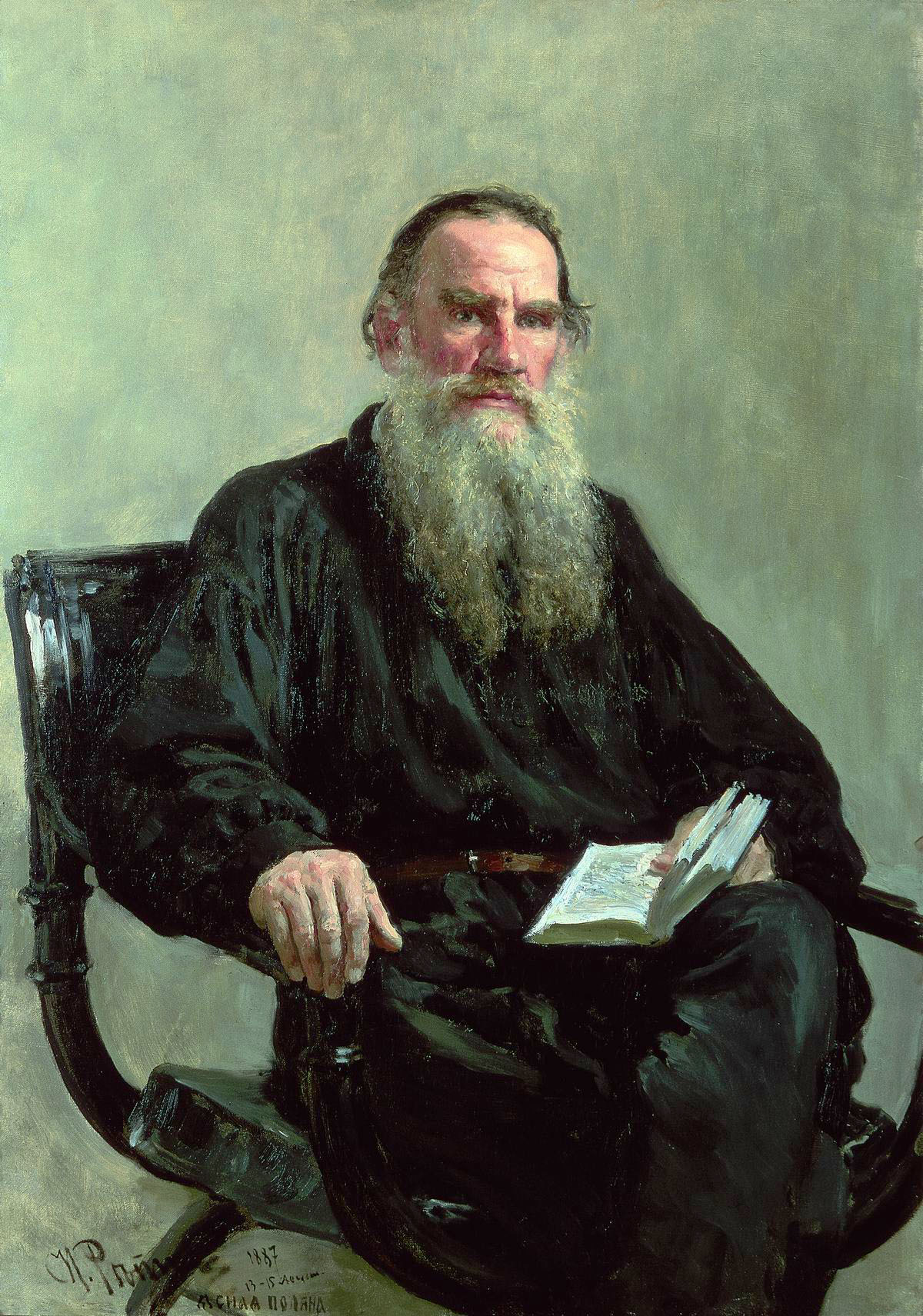
Lev Tolstoj (1828-1910)

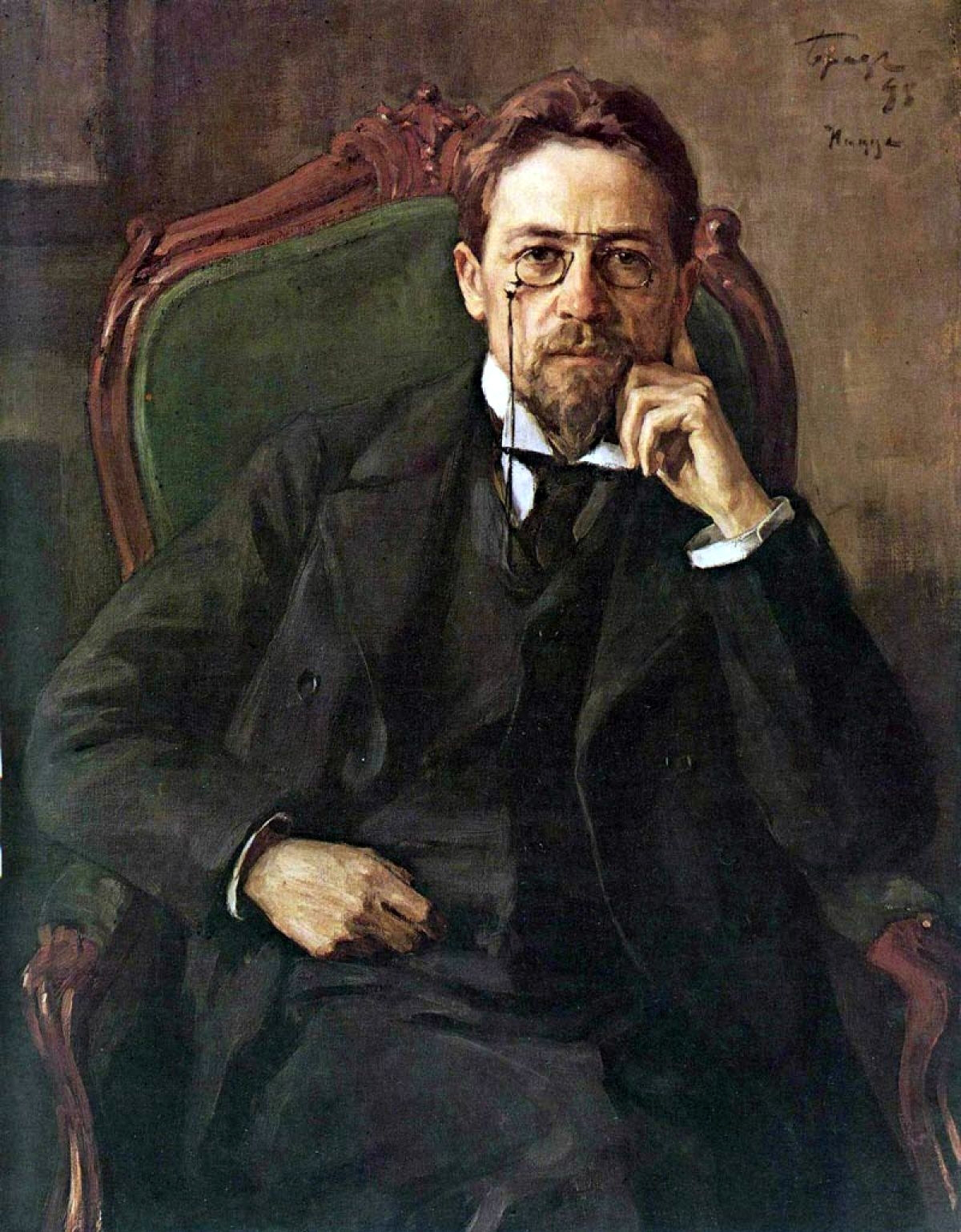
Anton Čechov (1860-1904)

All'inizio del XIX secolo, il Romanticismo vede sbocciare una generazione di grandi talenti, con Vasilij Andreevič Žukovskij, Konstantin Nikolaevič Batjuškov, Kondratij Fëdorovič Ryleev e altri poeti-decabristi, Aleksandr Sergeevič Puškin, Evgenij Abramovič Baratynskij e gli altri poeti della "pleiade di Puškin", Michail Jur'evič Lermontov. Il più famoso scrittore in prosa romantico è Aleksandr Aleksandrovič Bestužev ("Marlinskij"), mentre pioniere del realismo fu Vladimir Ivanovič Dal', anche importante lessicografo.
Questo sarà il secolo d'oro della letteratura russa, e in particolare del romanzo, con Nikolaj Vasil'evič Gogol', esponente del realismo, Ivan Gončarov, Ivan Turgenev, Nikolaj Leskov, Michail Saltykov-Ščedrin, Nadežna Dmitrievna Chvoščinskaja - Zajončkovskaja, Aleksandr Ivanovič Ėrtel', Fëdor Dostoevskij, (importante esponente dell'esistenzialismo e dello psicologismo) e autore di Delitto e castigo (1866)  e de I fratelli Karamazov (1879), Lev Tolstoj, (autore di Guerra e pace e Anna Karenina), importante esponente del realismo letterario del XIX secolo e la cui dottrina morale ha dato origine al Tolstoismo.
La poesia si sviluppa con Nikolaj Alekseevič Nekrasov, Aleksej Konstantinovič Tolstoj, Fëdor Ivanovič Tjutčev, Afanasij Afanas'evič Fet-Šenšin, Aleksandr Sergeevič Puškin, il suo poeta più significativo), Michail Jur'evič Lermontov, Vasilij Andreevič Žukovskij, Konstantin Nikolaevič Batjuškov e Evgenij Abramovič Baratynskij in quella che viene definita l'epoca d'oro della poesia russa.
Anton Čechov produce sia un'opera teatrale essenziale che una serie di racconti brevi che ne fanno uno degli autori russofoni più significativi.

### L'epoca d'argento. L'inizio del XX secolo

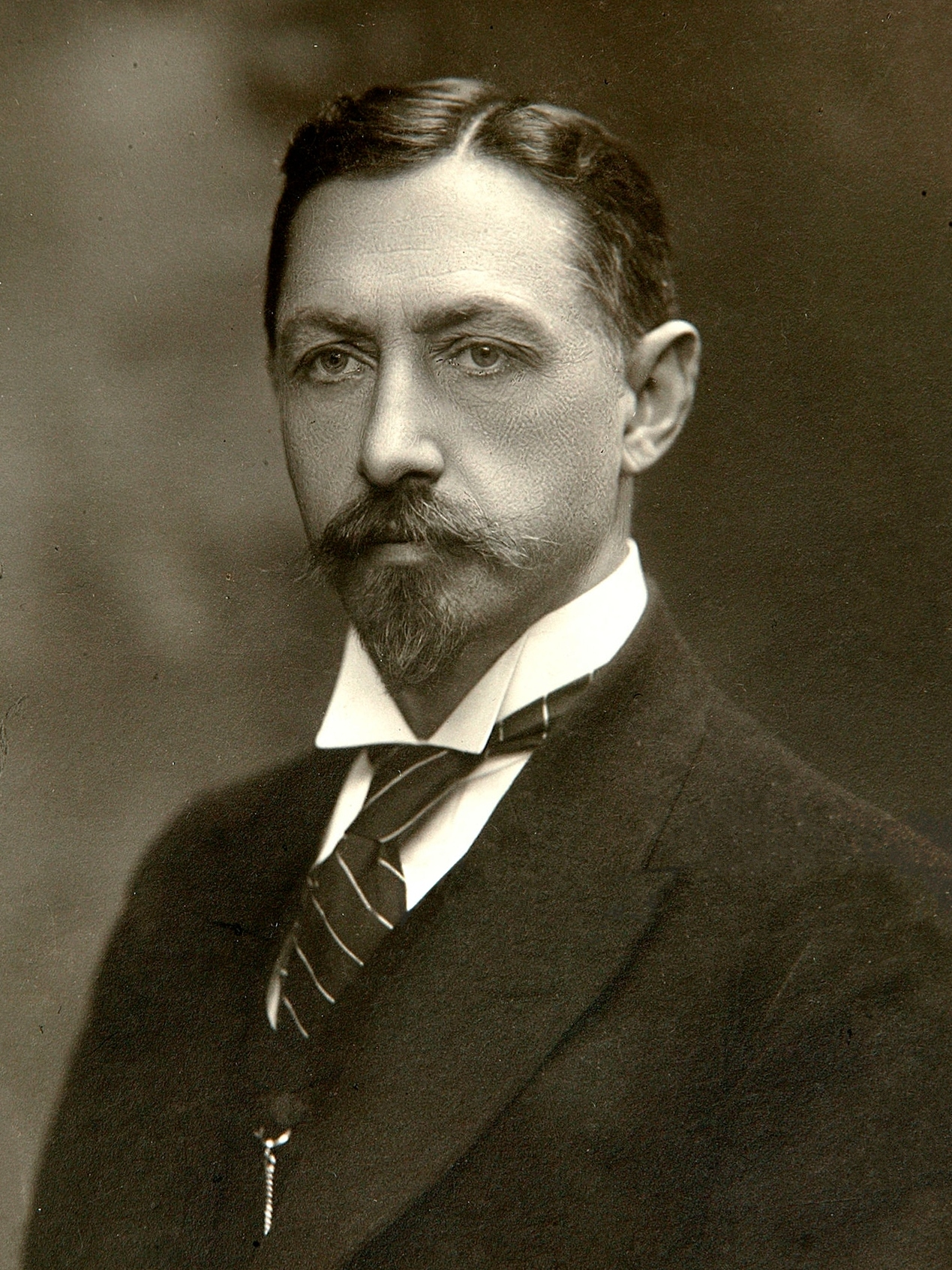
Ivan Bunin (1870-1933)

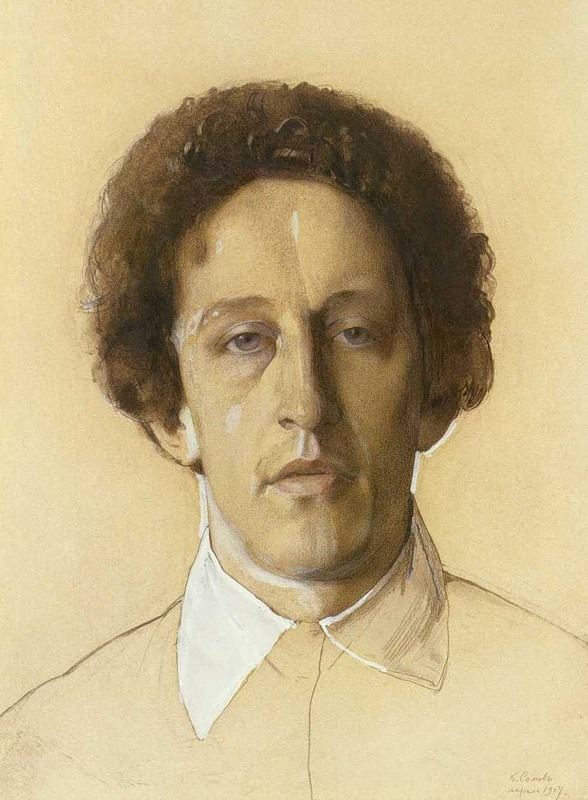
Aleksandr Blok (1880-1921)

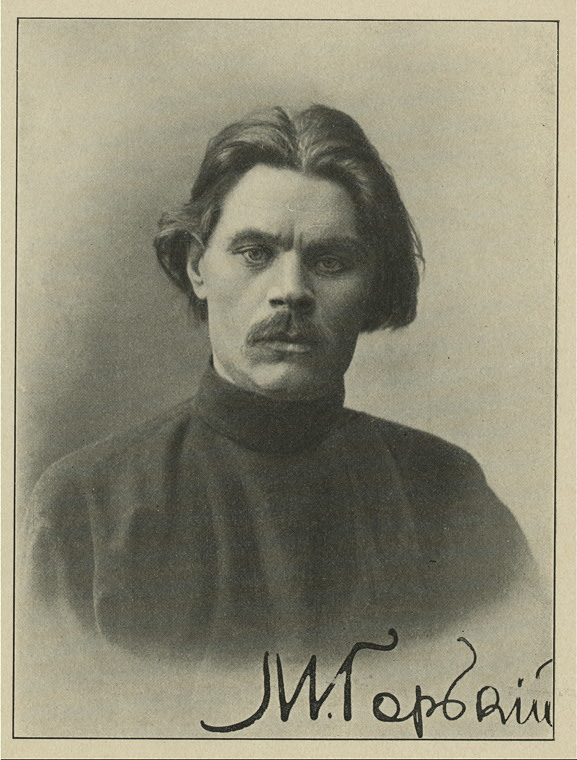
Maksim Gor'kij (1868-1936)

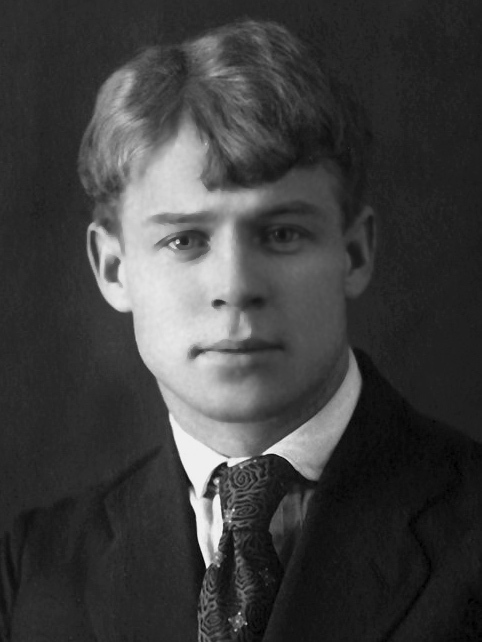
Sergej Esenin (1895-1925)

I realisti all'inizio del XX secolo: Lev Tolstoj, Vladimir Galaktinovič Korolenko, Aleksej Nikolaevič Tolstoj, Aleksandr Ivanovič Kuprin, Ivan Alekseevič Bunin, Leonid Nikolaevič Andreev, Maksim Gor'kij, Aleksej Michajlovič Remizov, Ivan Sergeevič Šmelëv, Ol'ga Dmitrievna Forš.
Il XX secolo è ricco di importanti avvenimenti che hanno radicalmente cambiato la letteratura russa, questo secolo si suddivide il 3 parti:
- fine Ottocento fino alla rivoluzione del 1905
- dalla rivoluzione del 1905 alla caduta dello zar (1917)
- dal 1917 fino al "realismo sovietico" di Stalin

Durante questo periodo si sono sviluppate diverse correnti, la prima di queste e il Decadentismo russo che prende spunto dalla corrente francese, ma che poi si sviluppò in via indipendente dalla sorella europea.
Si guardano a poeti come Paul Verlaine o Arthur Rimbaud; ci si stufa di quel realismo che guarda al sociale e si cerca una poesia che sia individuale e propria del poeta.
Questa corrente letteraria si suddivise in vari gruppi e quello più importante è senza dubbio quella che diventerà una corrente letteraria a sé stante: il Simbolismo. Tra gli storici della letteratura russa, in questo periodo, si distinse Nestor Aleksandrovič Kotljarevskij, fondatore e direttore della gloriosa "Casa di Puškin".

#### Simbolismo russo
Il simbolo come catacresi per la ricerca di quella verità alla quale l'uomo aspira, ma non riesce ad arrivare a causa della sua materialità, mentre la verità è fatua ed è raggiungibile solo attraverso l'arte.
In questo periodo si sviluppa, tra gli artisti, lo studio delle filosofie orientali, del misticismo e l'ingresso nelle sette: qualsiasi strada per ottenere la verità.
Il primo simbolista è Solov'ëv, il quale per primo cominciò a studiare filosofie orientali e a parlare della Divina Sofia come di una donna luminescente alla quale l'uomo aspira, ma purtroppo non riesce mai a raggiungere.
Il movimento simbolista cambierà con la rivoluzione del 1905, si capisce che si è guardato troppo in alto e non ci si è resi conto di quello che il popolo tramava, la Sofia di Solov'ëv è diventata per il poeta simbolista Blok una donna da bettola, una "Sconosciuta", che è vista come la stessa Russia.
I simbolisti in prosa - Dmitrij Sergeevič Merežkovskij: Romanzi storiosofici; Fëdor Sologub: Il piccolo diavolo; Andrej Belyj: Pietroburgo.
L'inizio del XX secolo vede una vivace attività in campo poetico e la fioritura di molte tendenze, dal simbolismo al finitismo al futurismo. Molti poeti partecipano a questa nuova età dell'oro:
- il presimbolismo (impressionismo) - Nikolaj Maksimovič Minskij, Zinaida Vengerova, Innokentij Fëdorovič Annenskij
- i simbolisti della prima generazione (San-Pietroburgo) - Dmitrij Sergeevič Merežkovskij, Zinaida Nikolaevna Gippius, Fëdor Sologub
- i simbolisti della prima generazione (Mosca) - Valerij Jakovlevič Brjusov, Konstantin Dmitrievič Bal'mont
- i simbolisti della seconda generazione - Vjačeslav Ivanovič Ivanov, Vera Merkur'eva, Andrej Belyj, Aleksandr Aleksandrovič Blok, Michail Alekseevič Kuzmin
- gli acmeisti - Nikolaj Stepanovič Gumilëv, Osip Ėmil'evič Mandel'štam, Anna Andreevna Achmatova
- Marina Ivanovna Cvetaeva, Maksimilian Aleksandrovič Vološin, Vladislav Felicianovič Chodasevič, Georgij Vladimirovič Ivanov
- i cubofuturisti - Velimir Chlebnikov, Vladimir Vladimirovič Majakovskij
- gli egofuturisti – Igor' Severjanin
- «la Centrifuga» - Nikolaj Aseev, Boris Leonidovič Pasternak.
- i poeti-contadini - Sergej Aleksandrovič Esenin, Nikolaj Alekseevič Kljuev.
- gli "OBĖRIU" - Daniil Ivanovič Charms Aleksandr Ivanovič Vvedenskij

Alcuni di loro (Andrej Belyj in particolare), entrano in contatto con il filosofo e mistico russo Pavel Aleksandrovič Florenskij, dando vita a un intenso e reciproco scambio.

## Letteratura sovietica russofona
La creazione dell'URSS e del regime socialista crea nella letteratura nazionale la corrente del realismo socialista. La teoria era semplice: si trattava di utilizzare il talento degli scrittori per magnificare i meriti e i successi del regime e supportare la propaganda ufficiale.
Il regime si occupava di organizzare la vita letteraria e di orientarne i temi attraverso l'Unione degli scrittori, che dipendeva direttamente dal commissario politico Andrej Aleksandrovič Ždanov.
Molto rapidamente gli scrittori refrattari furono costretti all'esilio, alla prigione o al campo di concentramento, come Osip Ėmil'evič Mandel'štam, o più semplicemente giustiziati, come Nikolaj Stepanovič Gumilëv.
Il poeta futurista Vladimir Majakovskij e Marina Cvetaeva scelsero il suicidio, anche se del primo non fu mai accertata la causa, in quanto sostenitore della rivoluzione. Altri, come Michail Bulgakov, Boris Leonidovič Pasternak, Andrej Platonovič Platonov, Isaak Babel' o Vasilij Grossman, continuarono il loro lavoro di romanzieri affiancando alle pubblicazioni "ufficiali" altre opere stampate di contrabbando o nel samizdat, editoria clandestina artigianale. I fratelli di Serapione insistono da un lato sull'importanza della trama nelle opere in prosa e dall'altra sul diritto di creare una letteratura politica senza ingerenze del governo, libera da ideologie di partito, diritto che viene negato.
Ugualmente vietata è l'arte sperimentale degli OBĖRIU.

### Gli anni '20 e '30

#### La generazione dell'epoca d'argento

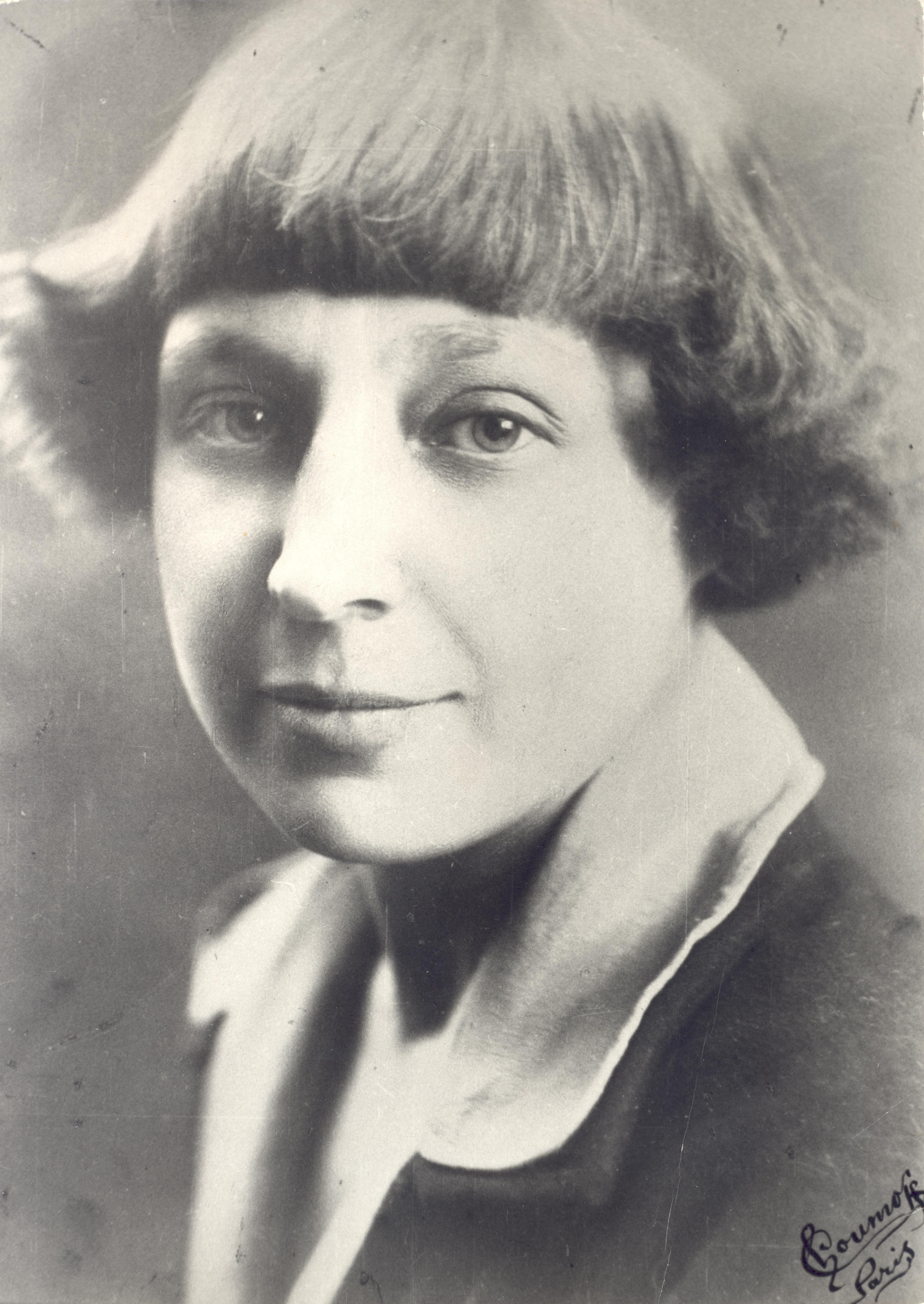
Marina Cvetaeva (1892-1941)

- scrittori in esilio: Ivan Bunin (premio Nobel per la letteratura) nel 1933, Aleksandr Kuprin, Ivan Sergeevič Šmelëv, Marina Ivanovna Cvetaeva, Georgij Viktorovič Adamovič, Vladislav Felicianovič Chodasevič, Georgij Vladimirovič Ivanov.
- prosa storica ("Russia perduta") - Ivan Bunin - La Vita di Arsenev, Viali oscuri, Šmelëv - Leto gospodne, Bogomol'e, Michail Andreevič Osorgin - Sivcev vražek, Aleksej Nikolaevič Tolstoj - L'infanzia di Nikita, Mark Aleksandrovič Aldanov - prosa.
- biografie - Marina Ivanovna Cvetaeva - Il mio Puškin
- la rivoluzione - Aleksej Michajlovič Remizov - Russia scompigliata, Ivan Alekseevič Bunin - Okajannyje dni, Ivan Sergeevič Šmelëv - Il sole dei morti
- scrittori che hanno accettato le imposizioni del nuovo regime (tema della rivoluzione - e non solo in rosso-bianco) - Aleksandr Aleksandrovič Blok - I dodici (poema), Vladimir Vladimirovič Majakovskij - Vladimir Il'ič Lenin (poema), Bene! (poema), Sergej Aleksandrovič Esenin - Anna Snegina (poema), Valerij Jakovlevič Brjusov, Boris Andreevič Pil'njak - L'anno nudo, Maksim Gor'kij - I nemici, La vita di Klim Samgin, Aleksandr Serafimovič - Il torrente di ferro, Aleksej Nikolaevič Tolstoj (dopo un tempo) - La via dei tormenti.
- Osip Ėmil'evič Mandel'štam, Marina Ivanovna Cvetaeva, Boris Leonidovič Pasternak, Anna Andreevna Achmatova, Nikolaj Alekseevič Zabolockij.

#### La nuova generazione
- Il tema della rivoluzione - Michail Aleksandrovič Šolochov - I racconti del Don, Il placido Don (premio Nobel), Aleksandr Aleksandrovič Fadeev - La disfatta, Isaak Ėmmanuilovič Babel' - L'armata a cavallo, Dmitrij Andreevič Furmanov - Čapaev, Nikolaj Alekseevič Ostrovskij - Come fu temprato l'acciaio, Pogodin - la sua trilogia drammatica.
- i satirici (tema della "vita nuova"): Michail Afanas'evič Bulgakov - Cuore di cane, Il maestro e Margherita, Andrej Platonovič Platonov - Cevengur, Lo Sterro, Jurij Karlovič Oleša - L'invidia, Michail Michajlovič Zoščenko - racconti, Evgenij Ivanovič Zamjatin - Noi, Il'ja Grigor'evič Ėrenburg - Julio Jurenito, Il'ja Arnol'dovič Il'f e Evgenij Petrovič Petrov - Il mistero delle 12 sedie, Il vitello d'oro.
- i pubblicisti: Michail Efimovič Kol'cov, Il'ja Grigor'evič Ėrenburg.
- il tema della industrializzazione - della copiosa produzione, non tutta di alto livello i romanzi meritevoli sono - Valentin Petrovič Kataev- Avanti, tempo!, Leonid Mаksimovič Leonov - Sot', Skutarevskij, Boris Andreevič Pil'njak - Il Volga si getta nel Caspio.
- Konstantin Aleksandrovič Fedin- Le città e gli anni, I fratelli, Il ratto d'Europa.
- il tema della collettivizzazione (la propaganda e la verità) - Michail Aleksandrovič Šolochov - Terre dissodate, Aleksandr Trifonoviĉ Tvardovskij - Il paese Muravia (poema), Sergej Pavlovič Zalygin - A Irtyš, Vladimir Fëdorovič Tendrjakov - Pane per il cane.
- i temi storici - Aleksej Nikolaevič Tolstoj - Pietro I, Sergej Nikolaevič Sergeev-Censkij - La trasformazione della Russia, Jurij Nikolaevič Tynjanov - Kjuchlja, Puškin.
- gli scrittori lirici (tema della natura e della patria) - Michail Michajlovič Prišvin, Konstantin Georgievič Paustovskij, Boris Viktorovič Šergin.

### Gli anni '40 e '50

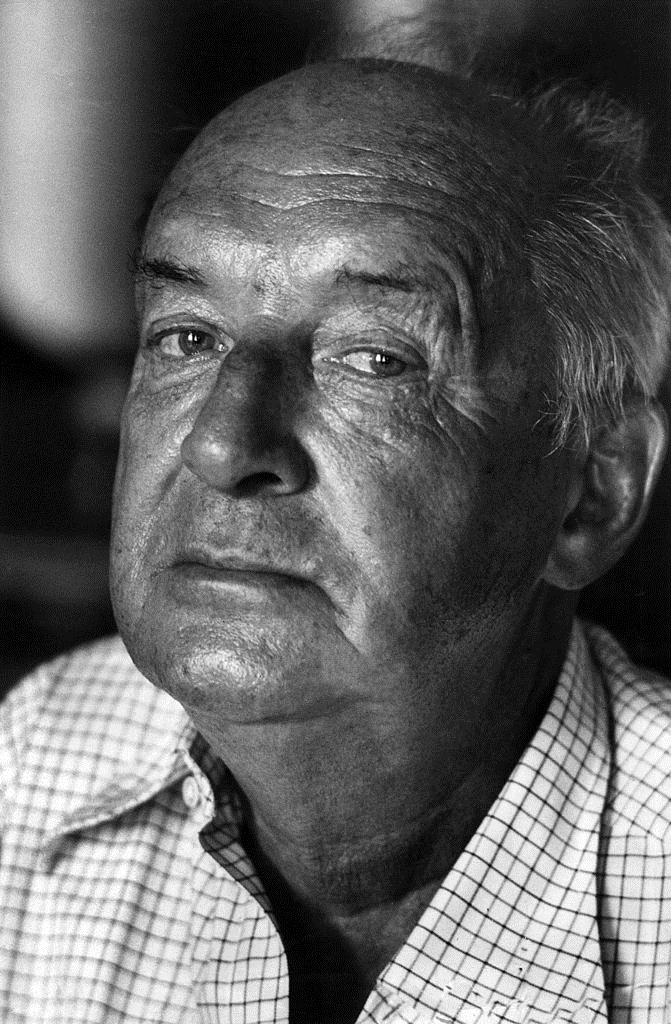
Vladimir Nabokov (1899-1977)

- Il tema della guerra - Aleksandr Trifonovič Tvardovskij - Vasilij Tërkin (poema), Michail Aleksandrovič Šolochov - Il destino di un uomo (racconto-epopea), Konstantin Michajlovič Simonov - I giorni e le notti, I vivi e i morti, Non si nasce soldato, Valentin Petrovič Kataev - Il figlio del reggimento, Aleksandr Aleksandrovič Fadeev - La giovane guardia, Aleksandr Evdokimovič Kornejčuk - Il fronte (dramma), Leonid Mаksimovič Leonov - L'invasione (dramma).
- Leonid Mаksimovič Leonov - La foresta russa.
- Boris Leonidovič Pasternak, Anna Andreevna Achmatova, Nikolaj Alekseevič Zabolockij.
- scrittori in esilio: la seconda ondata - Vladimir Vladimirovič Nabokov, Gajto Gazdanov, Mark Aleksandrovič Aldanov, Poplavskij, Nina Nikolaevna Berberova, Irina Odoevceva, Ivan Venediktovič Elaghin, Narokov, Nikolaj Nikolaevič Moršen.

### Gli anni '60, '70 e '80
Nell'URSS del dopo-Stalin, il realismo socialista rimane l'unico stile letterario autorizzato, ma gli autori che pubblicano nel samizdat sono un po' più liberi. Soprattutto, possono vivere del loro lavoro e temono meno la repressione e l'internamento. Il premio Nobel Aleksandr Isaevič Solženicyn riesce perfino, nel samizdat, a parlare dei Gulag. Michail Afanas'evič Bulgakov e Varlam Tichonovič Šalamov sono pubblicati ufficialmente sotto Chruščëv, mentre Venedikt Vasil'evič Erofeev continua a pubblicare nel samizdat.
Nel periodo del declino dell'impero sovietico i russi emigrati ricevono in Occidente grandi riconoscimenti, come Sergej Donatovič Dovlatov, che pubblica negli USA, o il premio Nobel Josif Aleksandrovič Brodskij. In URSS la loro opera era conosciuta solo attraverso il samizdat.

#### Il realismo socialista
- la prosa di guerra: Vasil' Vladimirovič Bykov, Viktor Petrovič Astaf'ev, Georgij Viktorovič Adamovič, Vasilij Nikolaevič Ažaev, Svetlana Aleksandrovna Aleksievič, Grigorij Jakovlevič Baklanov, Aleksandr Al'fredovič Bek, Jurij Vasil'evič Bondarev, Boris L'vovič Vasil'ev - Domani era la guerra, Vorob'ëv, Zakrutkin, Ėmmanuil Genrichovič Kazakevič, Karpov, Kondrat'ev, Viktor Platonivič Nekrasov, Boris Nikolaevič Polevoj, Anatolij Ignat'evič Pristavkin - Di notte una nuvola d'oro, Pëtr Lukič Proskurin, Stadnjuk, Aleksandr Borisovič Čakovskij
- la prosa contadina: Vasilij Makarovič Šukšin, Valentin Grigor'evič Rasputin, Viktor Petrovič Astaf'ev, Abramov, Antonov, Belov, Vil' Vladimirovič Lipatov, Boris Andreevič Možaev, Peskov, Sokolov-Mikitov, Čivilichin, Sergej Pavlovič Zalygin, Vladimir Nikolaevič Krupin.
- la pubblicistica contadina: Valentin Vladimirovič Ovečkin, Gavriil Nikolaevič Troepol'skij, Čerinčenko.
- la prosa cittadina: Jurij Valentinovič Trifonov.
- il realismo magico: Čyngyz Ajtmatov.
- la drammaturgia: Aleksei Nikolaevič Arbuzov, Aleksandr Moiseevič Volodin, Aleksandr Evdokimovič Kornejčuk, Makaënok, Nikolaj Fëdorovič Pogodin, Rozov, Salynskij, Aleksandr Valentinovič Vampilov, Vsevolod Vital'evič Višnevskij.
- la prosa storica: Balašov, Davydov, Aleksej Silyč Novikov-Priboj, Valentin Savvič Pikul', Ol'ga Dmitrievna Forš, Aleksej Pavlovič Čapygin, Šiškov.
- la fantascienza: Arkadij e Boris Strugackij, Ivan Antonovič Efremov, Aleksandr Romanovič Beljaev, Vladimir Afanas'evič Obručev, Aleksandr Petrovič Kazancev, Kir Bulyčov.
- altri: Natal'ja Baranskaja, Kasakov, Jurij Markovič Nagibin, Daniil Aleksandrovič Granin, Veniamin Aleksandrovič Kaverin, Aleksandr Evseevič Rekemčuk, Fazil' Abdulovič Iskander - Sandro da Čegema, Vladimir Semënovič Makanin - Il Ritratto ed attorno, Tat'jana Nikitična Tolstaja - racconti, Aleksandr Abramovič Kabakov - Il non-ritornato.

##### Gli scrittori illegali, gli anticonformisti

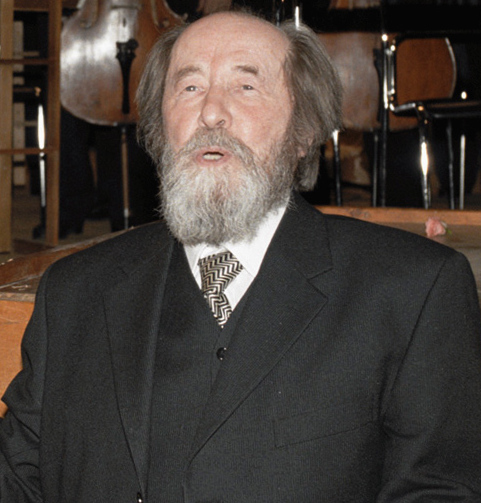
Aleksandr Solženicyn (1918-2008)

- racconti dei lager: Aleksandr Isaevič Solženicyn - Un giorno nella vita di Ivan Denisovič, Il primo cerchio, Arcipelago Gulag, Varlam Tichonovič Šalamov - I racconti di Kolyma, Vasilij Semënovič Grossman - Tutto scorre.
- Vasilij Semënovič Grossman - Vita e Destino, Anatolij Naumovič Rybakov - I figli dell'Arbat, Boris Leonidovič Pasternak - Il dottor Zivago (premio Nobel), Jurij Osipovič Dombrovskij - La facoltà delle cose inutili, Vladimir Dmitrievič Dudincev - Non di solo pane, Belye odeždy.
- il postmodernismo - Valentin Petrovič Kataev - Il pozzo dell'acqua santa, L'erba dell'oblio, La mia corona di diamanti, Daniil Leonidovič Andreev - La rosa del mondo, Andrej Georgievič Bitov - La casa di Puškin, Venedikt Vasil'evič Erofeev - Mosca – Petuški (poema), Andrej Donatovič Sinjavskij - Passeggiate con Puškin (saggi).

##### Gli scrittori in esilio: la terza ondata
- i realisti: Aleksandr Isaevič Solženicyn - La ruota rossa, Sergej Donatovič Dovlatov - La straniera, La valigia, Vasilij Pavlovič Aksënov - L'ustione, L'isola di Crimea, Vladimir Nikolaevič Vojnovič - La vita e le straordinarie avventure del soldato Cionkin, la Ivankiada (Ivan'kiada), Maksimov, Vladimov, Viktor Platonivič Nekrasov.
- i postmodernisti: Andrej Georgievič Bitov - Il Volo di Monachov, Aleksandr Vsevolodovič Sokolov - La scuola degli sciocchi, Un po' cane, un po' lupo, Palisandria, Andrej Donatovič Sinjavskij - saggistica, Jurij Vital'evič Mamleev - La casa eterna, Ėduard Limonov - Sono io, Ėdička, Aleksandr Aleksandrovič Zinov'ev - Cime Abissali.

##### La poesia
- anni '60 (la poesia di stadio): Andrej Andreevič Voznesenskij, Evgenij Aleksandrovič Evtušenko, Roždestvenskij, Bella Achatovna Achmadulina
- i bardi (cantautori): Bulat Šalvovič Okudžava, Vladimir Semënovič Vysockij, Novella Nikolaevna Matveeva, Juz Aleškovskij, Aleksandr Arkad'evič Galič, Jurij Iosifovič Vizbor, Aleksandr Moiseevič Gorodnickij, Aleksandr Aleksandrovič Dol'skij, Timur Sultanovič Šaov, Ivan Savvič Nikitin, Julij Čersanovič Kim, Michail Ancharov.
- Arsenij Aleksandrovič Tarkovskij, Boris Abramovič Sluckij, Martynov, Semën Izrailevič Lipkin, Samojlov.
- i poeti del samizdat: Boris Alekseevič Čičibabin, Evgenij Borisovič Rejn, Josif Aleksandrovič Brodskij, Aleksandr Semënovič Kušner, Kedrov, Jurij Michajlovič Kublanovskij, Gennadij Nikolaevič Ajgi, Anatolij Ivanovič Kobenkov, Viktor Borisovič Krivulin, Genrich Veniaminovič Sapgir, Dmitrij Aleksandrovič Prigov, Timur Jur'evič Kibirov.
- gli emigranti: Josif Aleksandrovič Brodskij, Jurij Michajlovič Kublanovskij, Naum Moiseevič Koržavin, Igor' Mironovič Guberman, Juz Aleškovskij, Aleksandr Arkad'evič Galič.
- i poeti del rock russo: Boris Borisovič Grebenščikov (Akvarium), Andrej Vadimovič Makarevič, cantante dei Mašina vremeni), Viktor Robertovič Coj, leader dei Kino, Aleksandr Nikolaevič Bašlačëv, Igor' Fëdorovič Letov, leader dei Graždanskaja oborona, Jurij Julianovič Ševčuk dei (DDT), Il'ja Valer'evič Kormil'cev, dei Nautilus Pompilius, Dmitrij Aleksandrovič Revjakin (Kalinov Most), Margarita Anatol'evna Puškina.

##### Laletteratura ricuperata
- la letteratura dei decenni precedenti, pubblicata negli anni '80 (o prima):

Michail Afanas'evič Bulgakov - Cuore di cane, Il maestro e Margherita, Evgenij Ivanovič Zamjatin - Noi, Boris Leonidovič Pasternak - Il dottor Živago, Aleksandr Isaevič Solženicyn - Un giorno nella vita di Ivan Denisovič, Arcipelago Gulag, Varlam Tichonovič Šalamov - I racconti di Kolyma, Georgij Nikolaevič Vladimov - Il fedele Ruslan, Daniil Leonidovič Andreev - La rosa del mondo, Vasilij Semënovič Grossman - Vita e Destino, Anatolij Naumovič Rybakov - I figli dell'Arbat, Andrej Donatovič Sinjavskij - Passeggiate con Puškin, Venedikt Vasil'evič Erofeev - Mosca – Petuški, Lidija Čukovskaja - Sof'ja Petrovna.

## Letteratura russa contemporanea
Gli autori degli anni '80 continuano la loro produzione. Le opere conclusive del periodo precedente sono Maledetti ed uccisi (Viktor Petrovič Astaf'ev) e Il generale e la sua armata (Georgij Nikolaevič Vladimov). Si impegnano molto nella pubblicistica e nel tentativo di comprendere le difficoltà della nuova epoca. Ėduard Limonov fonda il suo partito e passa dalla letteratura alla pura pubblicistica: molto indicativo del clima dell'epoca.
I classici vivi sono Valentin Griogor'evič Rasputin, Andrej Georgievič Bitov, Andrej Andreevič Voznesenskij, ma in sostanza non esercitano una influenza decisiva sul processo letterario. Il principale autore, che continua la linea realistica è Fazil' Abdulovič Iskander con i suoi racconti. Altri scrittori sperimentano e si portano verso il postmodernismo: Vladimir Semënovič Makanin con il suo Underground, o un eroe del nostro tempo.
Gli scrittori del samizdat già possono pubblicare e mostrano fermezza nel prendere la posizione di “capi” della letteratura: il concettualismo con Vladimir Georgievič Sorokin e i poeti Dmitrij Aleksandrovič Prigov e Timur Jur'evič Kibirov; il metametamorfismo, fondato da Konstantin Aleksandrovič Kedrov. Appare una nuova generazione di postmodernisti, guidati da Viktor Olegovič Pelevin. Il suo libro Čapaev i Pustota (Il mignolo di Buddha) è considerato da molti il più importante libro del postmodernismo.
L'appoggio ai molti scrittori nuovi degli autori classici è stato capace di rianimare il realismo al punto che non è possibile stabilire un unico maggiore scrittore neorealista.

### Poeti degli anni '60
Josif Aleksandrovič Brodskij, Gennadij Nikolaevič Ajgi, Genrich Veniaminovič Sapgir, Anatolij Ivanovič Kobenkov, Andrej Andreevič Voznesenskij, Evgenij Aleksandrovič Evtušenko, Bella Achatovna Achmadulina, Evgenij Borisovič Rejn, Aleksandr Semënovič Kušner.
- bardi: Bulat Šalvovič Okudžava, Julij Čersanovič Kim, Novella Nikoaevna Matveeva, Junna Petrovna Moric.

### Traduttori
- Evgenij Vladimirovič Vitkovskij, Vladimir Borisovič Mikuševič, Evgenij Solonovič, Anatolij Michajlovič Geleskul, Aleksandr Michajlovič Revič.

### Gruppi dal samizdat (anni '70 e '80)
- concettualismo: Timur Jur'evič Kibirov, Dmitrij Aleksandrovič Prigov, Rubinštejn[non chiaro]
- metametamorfismo (metarealismo): Konstantin Aleksandrovič Kedrov, Ivan Fëdorovič Ždanov, Aleksej Maksimovič Parščikov, Aleksandr Viktorovič Erëmenko, Jurij Nikolaevič Arabov,
- Il gruppo di poeti di Samizdat di Sankt Pietroburgo (Leningrado): Viktor Borisovič Krivulin, Švarc, Sergej Georgievič Stratanovskij, Vladimir Vladimirovič Aristov, Arkadij Trofimovič Dragomoščenko
- "tempo medio di Mosca": Bachyt Kenžeev, Sergej Markovič Gandlevskij, Aleksej Petrovič Cvetkov, Vedenjapin
- Vavilon è un sito creato da Dmitrij Kuz'min, dove sono pubblicati i testi dei più rappresentativi autori russi nati a partire dal 1913 fino agli autori nati dopo il 1979 come: Šamšad Abdullaev , Aleksandr AnaševičDmitrij Borisovič Vodennikov, Natal'ja Gorbanevskaja, Arkadij Trofimovič DragomoščenkoSvetlana Kekova Kirill Medvedev, Jurij Michajlovič Kublanovskij, Lev Vladimirovič Losev, Aleksandra Gennadievna Petrova Dmitrij Alexandrovich Aleksandr SkidanKirill Jur'evič Rešetnikov (Šiš Brjanskij)Ol'ga Aleksandrovna SedakovaElena Nikolaevna Fanajlova, e tanti altri.

Ci sono altri autori considerati da alcuni critici importanti anche se non fanno parte di questo sito:
Oleg Grigor'evič Čuchoncev, Igor' Moiseevič Irten'ev, Igor' Mironovič Guberman, Olesja Nikolaeva, Boris Borisovič Ryžij, Vera Markova.

### Prosa più importante dagli anni '90 agli anni 2000
- “la prosa di guerra”: Viktor Petrovič Astaf'ev - Maledetti ed uccisi, Georgij Nikolaevič Vladimov - Il generale e la sua armata.
- “la prosa di villaggio”: Valentin Grigor'evič Rasputin - La figlia d'Ivan, la madre d'Ivan, racconti, Evgenij Ivanovič Nosov, Leonid Ivanovič Borodin - Un anno di miracolo e tristezza (God čuda i pečali), Ekimov - racconti, Vladimir Vladimirovič Ličutin - racconti, Lichonosov - racconti, Peskov - racconti, Boris Andreevič Možaev, Valerij Georgievič Popov - prosa.
- altri realisti: Aleksandr Isaevič Solženicyn - Come ricostruire la nostra Russia?, Russia in collapse, Duecento anni insieme, racconti, Fazil' Abdulovič Iskander - racconti (specialmente Sofička), Aleksandr Evseevič Rekemčuk - I ragazzi, Jurij Sergeevič Rytchėu - prosa, Evgenij Anatol'evič Popov.
- “il realismo metafisico”: Jurij Vital'evič Mamleev, Vladimir Semënovič Makanin - Underground, Il soggetto della mediocrità (racconto), Il prigioniero del Caucaso (racconto), Viktor Vladimirovič Erofeev - La bella di Mosca, Ol'ga Aleksandrovna Slavnikova - La libellula trasformata in cane, 2017.
- i postmodernisti maggiori: Andrej Georgievič Bitov - Oglašënnye, Il Palazzo senza Zar, Vasilij Pavlovič Aksënov - Una saga moscovita, I Volterriani e le Volterriane, Ėduard Limonov - Il libro dei morti, La mia biografia politica, Lo Psycho russo, Un'altra Russia, Tat'jana Nikitična Tolstaja - Kys', Ljudmila Stefanovna Petruševskaja - teatro, prosa, Sad, Nina Nikolaevna Sadur- povest'.
- i postmodernisti minori: Viktor Olegovič Pelevin - Omon Ra, La vita degli insetti, Čapaev i Pustota (Il mignolo di Buddha), Generation P (Babylon), DPT (NN) (Dialettica di un periodo di transizione dal nulla al niente), Il Libro sacro del lupo mannaro, Empire V, Vladimir Georgievič Sorokin - I cuori dei quattro, Lardo azzurro, La ghiaccia, Ljudmila Evgen'evna Ulickaja - Sonečka, Medea e i suoi figli, Il dono del dottor Kukockij, Vjačeslav Alekseevič P'ecuch - La nuova filosofia moscovita, Anatolij Alekseevič Azol'skij - Lo straniero, Dmitrij Michajlovič Lipskerov - 40 anni a Čančžoė, Michail Borisovič Kononov - prosa, Dina Il'inična Rubina - Dalla parte chiara della strada, Dmitrij L'vovič Bykov - L'ortografia, L'evacuatore, ŽD, Boris Pasternak.
- i neorealisti: Michail Pavlovič Šiškin - Capelvenere, Andrej Valer'evič Gelasimov - L'anno dell'inganno, Zajončkovskij, Igor' Valer'evič Varlamov, Dmitriev, Aleksej Ivanovič Slapovski, Butov, Aleksandr Viktorovič Iličevskij, Lapin.
- gli umoristi: Michail Iosifovič Veller - racconti, Michail Nikolaevič Zadornov - miniature, Michail Michajlovič Žvaneckij - miniature, Evgenij Valer'evič Griškovec - teatro.

### L'editoria e i gialli
Alla fine del XX secolo la letteratura russa attraversa una delicata fase di rinascita, per risorgere dall'inaridimento sorto durante i decenni del regime di comunismo.
I bisogni di questo periodo sono di due tipi: formare e scoprire nuovi talenti e creare un'industria editoriale libera in Russia.
Pochi scrittori, come Viktor Olegovič Pelevin o Vladimir Georgievič Sorokin, riescono ad emergere. Le case editrici pubblicano opere censurate durante il periodo comunista o conosciute solo attraverso il samizdat.
La gallina dalle uova d'oro dell'editoria russa è, come del resto dappertutto, la letteratura poliziesca. Grande successo hanno i romanzi giallo-neri (che in Francia si chiamano polars) pieni di ironia di Dar'ja Doncova: i 50 romanzi che ha scritto finora sono stati venduti in milioni di copie e sono tradotti in molti paesi europei. I gialli di Boris Akunin con il suo personaggio Erast Petrovič Fandorin (in Italia pubblicato da Frassinelli) sono ormai popolari in Europa e in Nordamerica. Aleksandra Marinina, la maggiore scrittrice russa di polizieschi, è riuscita ad esportare i propri libri in Europa ed ha avuto un gran successo in Germania.
All'inizio del XXI secolo la domanda del pubblico russo è fortemente cresciuta, in quantità e in qualità. L'industria editoriale è quindi costretta a rispondere alla domanda dei propri clienti cercando - e pagando - nuovi talenti letterari.
Cresce il numero delle case editrici e delle tirature.
Un certo numero di scrittori russi, come Viktor Olegovič Pelevin, Tat'jana Nikitična Tolstaja, Ljudmila Evgen'evna Ulickaja, Viktor Erofeev, Andrej Valer'evič Gelasimov sono ormai popolari in Europa e in Nordamerica.
Anche la letteratura più tradizionale dà nuovi frutti con autori provenienti dalla Russia asiatica, come Nina Viktorovna Gorlanova, di Perm', città degli Urali, con le sue storie sulle difficoltà quotidiane e le gioie degli intellettuali di provincia, o ancora Jurij Sergeevič Rytchėu dalla Čukotka (nel nord est della Siberia), che racconta i problemi identitari del suo popolo, i Čukči.